# Miranda Cheng
Miranda Chih-Ning Cheng (translitera del idioma chino 程之寧; 6 de junio de  1979 (45 años) Taipéi) es una matemática nacida en Taiwán; y, educada en los Países Bajos; es una física teórica que trabaja como profesora asistente en la Universidad de Ámsterdam. Es conocida por formular varias conjeturas acerca del umbral de brillo lunar y por su obra sobre las conexiones entre las superficies K3 y la teoría de cuerdas.

## Biografía
Cheng creció en Taiwán, donde, a los dieciséis años, abandonó la escuela; y, dejó la casa de sus padres para trabajar en una tienda de discos y tocar en una banda de punk rock. A pesar de no haber terminado la escuela media, pudo ingresar a la universidad, con un programa para estudiantes talentosos de ciencias que ella aprobó.
En 2001, se graduó por el Departamento de Física de la Universidad Nacional de Taiwán. Posteriormente, se mudó a Holanda, para continuar sus estudios; y, en 2003, obtuvo una maestría en física teórica, por la Universidad de Utrecht, bajo la supervisión del Premio Nobel Gerard 't Hooft. En 2008, defendió y completó su Ph.D. por la Universidad de Ámsterdam bajo la supervisión conjunta de los profesores Erik Verlinde y Kostas Skenderis. Después de estudios postdoctorales en la Universidad de Harvard; y, trabajar como investigadora en el CNRS, retornaría a Ámsterdam en 2014, con una posición conjunta, en el Instituto de Física y el Instituto de Matemática Korteweg-de Vries.

## Obra

### Algunas publicaciones
- Cheng, Miranda C. N.; Duncan, John F. R.; Harvey, Jeffrey A. (2012). Umbral Moonshine. arXiv:1204.2779.

- Cheng, Miranda C. N.; Duncan, John F. R.; Harvey, Jeffrey A. (2013). Umbral Moonshine. arXiv:1307.5793.

- Benjamin, N., Cheng, M. C. N., Kachru, S., Moore, G. W., & Paquette, N. M. (2016) : « Elliptic Genera and 3d Gravity ». Annales Henri Poincaré, 17(10), pp 2623-2662 (2016).

- Cheng, M. C. N., & Harrison, S. : « Umbral moonshine and K3 surfaces ». Communications in Mathematical Physics, 339(1), 221-261 (2015).

- Cheng, M. C. N., Dong, X., Duncan, J. F. R., Harrison, S., Kachru, S., & Wrase, T. (2015) : « Mock modular Mathieu moonshine modules ». Research in the Mathematical Sciences, 2(1), [13] (2015).

- Cheng, C. N., Duncan, J. F. R., & Harvey, J. A. : « Umbral moonshine ». Communications in Number Theory and Physics, 8(2), 101-242 (2014).

- Cheng, M. C. N., & Duncan, J. F. R. : « Rademacher Sums and Rademacher Series ». In W. Kohnen, & R. Weissauer (Eds.), Conformal Field Theory, Automorphic Forms and Related Topics : CFT 2011, Heidelberg, September 19-23, 2011 (pp. 143-182). (Contributions in Mathematical Contributions in Mathematical; No. 8). Heidelberg: Springer (2014).

- Cheng, M. C. N., Duncan, J. F. R., & Harvey, J. A. : « Umbral moonshine and the Niemeier lattices ». Research in the Mathematical Sciences, 1, 3 (2014).

- Aganagic, M., Cheng, M. C. N., Dijkgraaf, R., Kreft, D., & Vafa, C.  : « Quantum Geometry of Refined Topological Strings ». The Journal of High Energy Physics, 2012(11), [019](2012).

- Cheng, M. C. N., Dijkgraaf, R., & Vafa, C. : « Non-perturbative topological strings and conformal blocks ». The Journal of High Energy Physics, 2011(9), 022. [22] (2011).

- Cheng, M. C. N., & Hollands, L. : « A geometric derivation of the dyon wall-crossing group ». The Journal of High Energy Physics, 2009(4), 067 (2009).

- Cheng, M. C. N., & Verlinde, E. P. : « Wall crossing, discrete attractor flow and Borcherds algebra ». Symmetry, Integrability and Geometry : Methods and Applications (SIGMA), 4, 068 (2008).[8]